# 花蜘蛛兰属
花蜘蛛兰属（学名：Esmeralda）是兰科下的一个属。该属共有2种，分布于喜马拉雅地区。